# Löbau

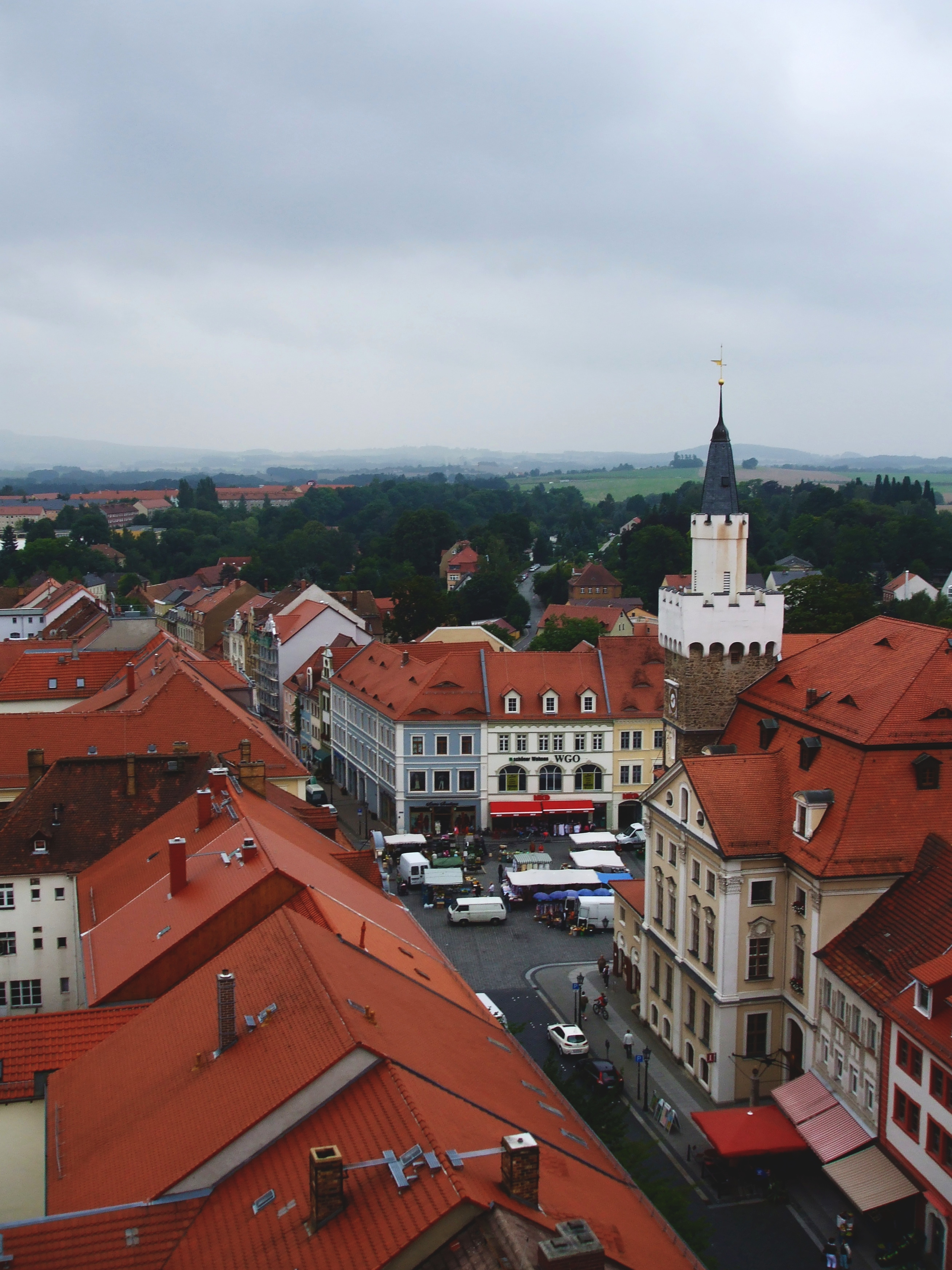

Löbau (în limba sorabă de sus Lubij) este un oraș din landul Saxonia, Germania.